# Phyllachora conspicua
Phyllachora conspicua är en svampart som beskrevs av Ferd. & Winge 1908. Phyllachora conspicua ingår i släktet Phyllachora och familjen Phyllachoraceae.   Inga underarter finns listade i Catalogue of Life.